# Hrabstwo Colleton

Piramida wieku hrabstwa

Hrabstwo Colleton – hrabstwo w stanie Karolina Południowa w USA. W 2010 roku populacja wynosiła 38 892. Centrum administracyjnym hrabstwa jest Walterboro.

## Miasta
- Cottageville
- Edisto Beach
- Lodge
- Smoaks
- Walterboro
- Williams

## CDP
- Islandton
- Jacksonboro